# 甪直镇
甪直镇，是中國江苏省蘇州吴中区的一个镇，面积50平方公里。镇中的甪直古镇区是国家AAAA级旅游景点，总面积约4平方公里。2019年中国百强乡镇第85名。

## 行政区划
现辖：
保圣社区、甫里社区、淞南村、淞港村、淞浦村、澄北村、澄湖村、澄东村、甫南村、甫港村、甫田村、江湾村、前港村、三马村、湖浜村、澄墩村、长渠村和瑶盛村。